# Longueuil
Longueuil [lɔ̃ɡœj] ⓘ ist eine Stadt in der kanadischen Provinz Québec. Sie liegt am Sankt-Lorenz-Strom an der Grenze zu Montréal in der Verwaltungsregion Montérégie. Sie ist die drittgrößte Stadt im Großraum Montreal, die fünftgrößte in der Provinz Quebec und neunzehntgrößte Stadt in Kanada. Die Einwohnerzahl betrug 239.700 im Jahr 2016. 2006 zählte die Stadt rund 229.330 Einwohner, 2011 stieg die Einwohnerzahl auf 231.409. Die Stadt gliedert sich in drei Stadtteile: Vieux-Longueuil, Saint-Hubert und Greenfield Park.

## Geschichte

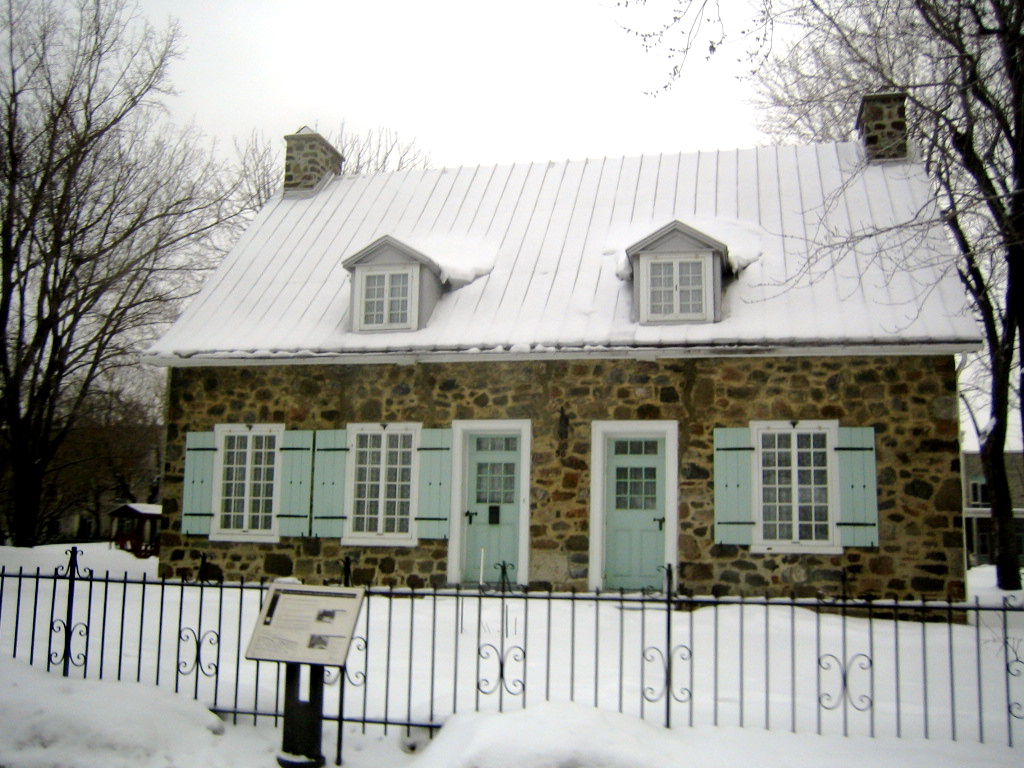
Ein historisches Gebäude in der Stadt

Charles le Moyne (2. August 1626–Februar 1685) gründete die Seigneurie Longueuil im Jahre 1657.

## Geographie und Klima
Longueuil verfügt über eine Fläche von rund 115,59 Quadratkilometer. Die Stadt grenzt an die Städte Saint-Lambert und Brossard im Westen, an Boucherville östlich, Saint-Bruno-de-Montarville im Süden und dem Sankt-Lorenz-Strom und Montreal im Norden. Longueuil befindet sich ca. 7 Kilometer südlich von Montreal direkt am Sankt-Lorenz-Strom.
Das Klima in Longueuil ist vergleichbar mit dem in Montreal bzw. in Mitteleuropa. Longueuil verfügt jedoch über eine längere Winterzeit, die sich von November bis März hinziehen kann. Zwischen April und Mai folgt der kurze Frühling, bis zu höheren Temperaturen in den Sommermonaten zwischen Juni und Ende August. Daraufhin folgt der kurze Herbst zwischen September und Oktober.

## Wirtschaft und Infrastruktur
Durch die Lage nahe der Millionenstadt Montreal sind viele Einwohner dort beschäftigt. Die Wirtschaft ist stark von der Luft- und Raumfahrtbranche geprägt, was für Longueuil und auch für die restlichen Provinzteile gilt. Zu den größeren Unternehmen in der Stadt zählen u. a. Pratt & Whitney Canada und Héroux-Devtek. Die kanadische Raumfahrtbehörde Canadian Space Agency hat ihren Hauptsitz am John H. Chapman Space Centre in der Stadt. Pratt & Whitney Canada und die Canadian Space Agency haben ihren Hauptsitz am Flughafen Saint-Hubert. Daneben befinden sich weitere Forschungs- und Entwicklungsstandorte in der Stadt.
In Longueuil befinden sich mehrere Malls und andere Einkaufsstraßen in der Innenstadt. Das größte Einkaufszentrum ist Place Longueuil mit rund 140 Einkaufsgeschäften, Restaurants und Cafés. Weitere Malls befinden sich in den anderen Stadtteilen sowie in Montreal.

## Öffentliche Einrichtungen
Für die öffentliche Sicherheit sind die Polizeibeamten des Service de police de Longueuil mit rund 566 Beamten u. a. für Boucherville, Saint-Lambert, Longueuil zuständig. Des Weiteren kommt die Kanadische Bundespolizei, die Royal Canadian Mounted Police (RCMP) hinzu.
In Longueuil befinden sich mehrere Krankenhäuser, die größten sind das Hôpital Charles-LeMoyne und das Centre Hospitalier Pierre-Boucher.

## Bildung

### Hochschulen
In der Stadt befinden sich mehrere Schulen, weiterführende Schulen, sowie Hochschulen. Die Université de Sherbrooke und Université de Montréal verfügen über Campusse im Stadtteil Vieux-Longueuil. An der Université de Sherbrooke studieren rund 35.000 Studenten in diversen Bachelor, Master und Doktorandenstudiengängen. An der Université de Montréal sind es rund 55.000 Studenten.
Des Weiteren befinden sich weitere Ausbildungszentren für technische Bereiche in der Stadt, dass Centre de formation professionnelle Pierre-Dupuy und das Collège Info-Technique.

### Schulen
Die öffentlichen, englischsprachigen Schulen unterstehen der staatlichen Aufsicht des Riverside School Board. Dieses betreibt zwei Schulen in der Stadt, dazu zählen die Centennial Regional High School in Greenfield Park und Heritage Regional High School in Saint-Hubert.
Die öffentlich französischsprachigen Schulen unterstehen der staatlichen Aufsicht der Commission scolaire Marie-Victorin. Insgesamt betreibt die Aufsichtsbehörde sieben weiterführende Schulen in Longueuil. Dazu zählen École secondaire Internationale St-Edmond und die École secondaire Participative l'Agora diese befinden sich in Greenfield Park, die École secondaire André-Laurendeau und École secondaire Mgr-A.M.-Parent befinden sich in Saint-Hubert. Des Weiteren die École secondaire Gérard-Filion, École secondaire Jacques-Rousseau und die École secondaire St-Jean-Baptiste die sich in Vieux-Longueuil befinden.
Daneben befinden sich weitere private Bildungseinrichtungen. Darunter:
- CÉGEP Édouard-Montpetit
- École nationale d’aérotechnique
- CDI College
- Champlain Regional College

## Organisationen
- Canadian Space Agency (CSA)

## Partnerstädte
- Kanada, Whitby, Ontario
- Vereinigte Staaten, Lafayette, Louisiana

## Verkehr
Da die meisten Einwohner der Stadt in Montreal arbeiten und es nur fünf Brücken über den Sankt-Lorenz-Strom gibt, kommt es oft zu Stau. Longueuil ist zudem durch eine U-Bahn-Linie mit Montreal verbunden. Außerdem besitzt Longueuil mit dem Aéroport de St-Hubert einen eigenen Flughafen.

## Persönlichkeiten

### In der Stadt geboren
- Rosario Bourdon (1885–1961), Cellist, Dirigent, Komponist und Arrangeur
- Paul Pratt (1894–1967), Komponist, Klarinettist und Pianist, Dirigent und Musikpädagoge
- Mary Henderson (1912–2006), Sängerin und Musikpädagogin
- Marguerite Lescop (1915–2020), Autorin und Verlegerin
- Paul Chamberland (* 1939), Lyriker und Essayist
- Yves Daoust (* 1946), Komponist
- Pierre Bouchard (* 1948), Eishockeyspieler
- Richard Brodeur (* 1952), Eishockeytorwart
- Benoît Brière (* 1965), Schauspieler
- Isabel Gauthier (* 1971), Neurowissenschaftlerin
- François Groleau (* 1973), Eishockeyspieler
- Lucie Laurier (* 1975), Schauspielerin
- Jean-Philippe Paré (* 1979), Eishockeyspieler
- Bruno Gervais (* 1984), Eishockeyspieler
- Benoît Huot (* 1984), Schwimmer
- Marilou Bourdon (* 1990), Sängerin
- Joël Chouinard (* 1990), Eishockeyspieler
- Anthony Mantha (* 1994), Eishockeyspieler
- Sophiane Méthot (* 1998), Trampolinturnerin
- Max Comtois (* 1999), Eishockeyspieler
- Elizabeth Hosking (* 2001), Snowboarderin
- Marie-Éloïse Leclair (* 2002), Sprinterin